# Avenue de l'Aviation
L'avenue de l'Aviation (en néerlandais : Luchtvaartlaan) est une avenue bruxelloise de la commune de Woluwe-Saint-Pierre qui va de l'avenue Grandchamp à l'avenue des Grands Prix en passant par l'avenue des Touristes, l'avenue de l'Escrime, l'avenue de l'Hélice, l'avenue Orban, l'avenue Salomé et l'avenue des Milles Mètres.

## Historique et description
Le nom de l'avenue fait référence aux meetings aériens organisés au début du XXe siècle à l'emplacement de l'ancien champ de courses de Stockel. Woluwe-Saint-Pierre était la première commune à accueillir ce genre de manifestation. Ces meetings furent interrompus par la Première Guerre mondiale. 
D'autres artères du quartier y font d'ailleurs également référence, notamment l'avenue de l'Aéroplane, l'avenue de l'Hélice, l'avenue du Monoplan, etc.

## Situation et accès
La numérotation des habitations va de 3 à 95 pour le côté impair et de 2 à 66 pour le côté pair.